# Миноносцы типа S-33
Миноносцы типа S-33 — тип миноносцев, состоявший на вооружении Военно-морского флота Германии в последней черверти XIX века. Всего было построено 9 миноносцев этого типа (по программе 1887 года).

## Энергетическая установка
На кораблях типа в качестве ГЭУ была установлена трёхцилиндровая паровая машина (тройного расширения) мощностью 1100 л. с., состоящая из 1 локомотивного котла с давлением в 12 атмосфер. Максимальные запасы топлива на миноносцах типа составляли 23 тонны угля.

## Вооружение
Миноносцы вооружались 1х1 37-мм револьверными орудиями (в 1893 году заменено на 50-мм орудие). Торпедное вооружение эсминцев состояло из 3х1 350-мм торпедных аппаратов.